# Calendario hindú

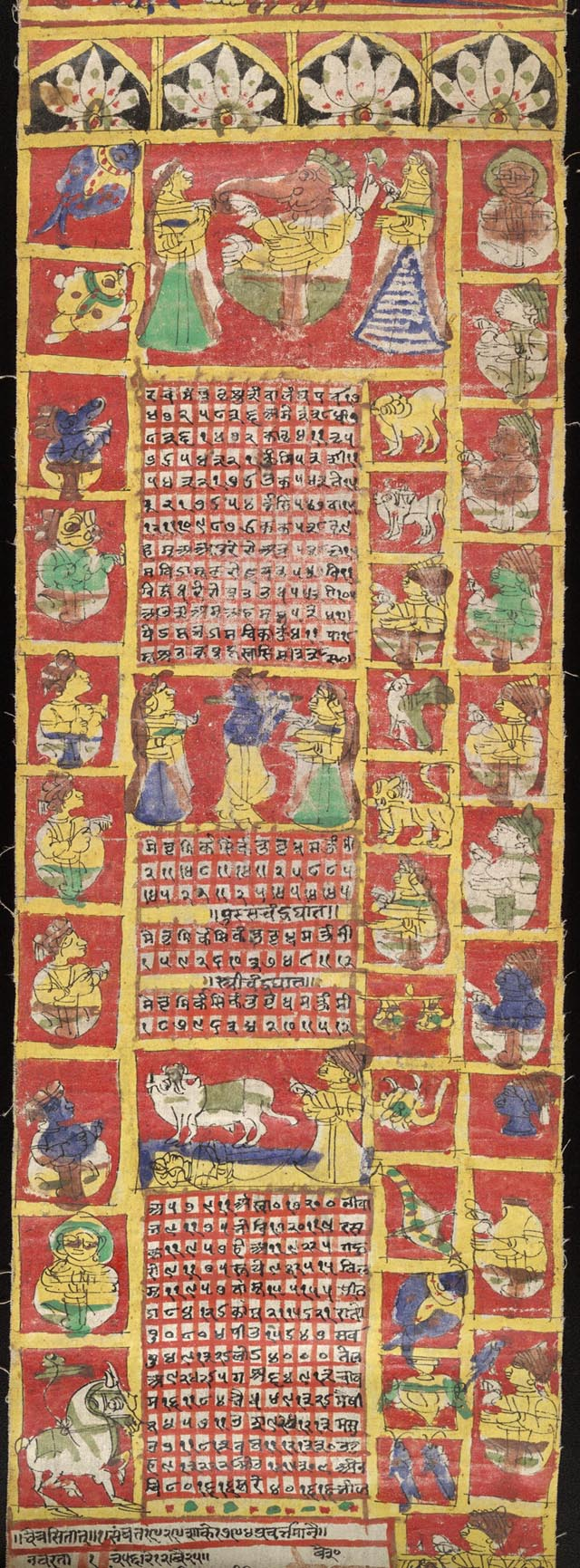
Una página del calendario hindú (1871-72).

El calendario hindú es el conjunto de los calendarios lunisolares originarios del subcontinente indio. Todos estos calendarios presentan fundamentos comunes, basándose tanto en el ciclo lunar como en el ciclo solar o trópico. No obstante, difieren en cuál de los dos ciclos constituye la referencia principal para establecer el comienzo del año y la sucesión y nombre de los meses. Los calendarios que usan como referencia principal el ciclo lunar suelen comenzar el año en primavera, entre los meses de marzo y abril del calendario gregoriano. Los calendarios que usan como referencia principal el ciclo solar suelen comenzar el año también en primavera, en concreto el 13, 14 o 15 de abril del calendario gregoriano. En el calendario hindú existen también diferencias regionales en cuanto a las reglas para sincronizarlo con las estaciones y el uso para este propósito de meses y días intercalares. En los calendarios que usan preferentemente el ciclo lunar, también se dan diferencias por la fase utilizada para establecer el comienzo del mes: luna llena o luna nueva. Otras diferencias tienen que ver con los criterios para establecer el paso de los días con dos variantes principales: días solares y días lunares.

## Historia de calendario hindú
Se oficializó que para la medida hindú de los años se empleen indistintamente dos eras: la era vikrama, que se inicia el 47 a. C. (la cual ya no tiene validez) y la era shaka, que se inicia el 78 d. C.
El calendario hindú fue reformado en 1957 y al frente del comité de reforma se encontró el astrofísico indio Meghnad Saha. Era primordial reformar el calendario, sobre la base de estudios científicos, de forma tal que este fuera preciso y pudiera ser adoptado de manera uniforme en toda la India. Para ello se hizo un estudio profundo de los diferentes calendarios existentes en todo el país. Dicha tarea resultó ser complicada, pues existían 30 calendarios diferentes y se involucraban a la vez los sentimientos locales de las regiones naturales.
Su uso comenzó oficialmente el 1 de chaitra de 1879, era shaka. O lo que es lo mismo, el 22 de marzo de 1957 en el calendario gregoriano.
En cuanto a la medida del tiempo, para una mejor comunicación con el resto del mundo, la India utiliza de manera oficial y administrativa el calendario gregoriano. Pero para todos los efectos religiosos se emplean los diversos calendarios basados en las eras hindúes, y paralelamente, los musulmanes emplean la Hégira para su cómputo de años.
Para la medida del tiempo hindú de los años, se utiliza la era shaka, que se inicia el 78 d. C., ya que por decreto publicado en la Gazette of India, se estableció en 1957 que el calendario nacional hindú fuera de tipo calculado y lunisolar, y cuya era designada es la shaka.
Pero hay que decir que en diversas regiones de la India, sus tradiciones predominan, pese al decreto oficial, y se usan simultáneamente otros calendarios. Así que, al indicar un año hay que especificar asimismo a qué era nos estamos refiriendo. 
Al determinar una era, el fin es ubicar y determinar con estas formas de cómputo las fiestas religiosas, basadas en un calendario lunisolar.
De acuerdo al calendario gregoriano, la era shaka se inicia en el año 0, que es el 78 d. C., y el 79 d. C. es el año 1. El 21 de marzo de 2000 comenzó el año 1922 en la era shaka.

## Estructura del calendario hindú
El año hindú está dividido en seis estaciones, una estación cada dos meses: Vesanta (primavera), Grichma (verano), Varea (lluvias), Sarad (otoño), Hemanta (invierno) y Sisiva (fresco). Es decir que el año sidéreo está compuesto por 365 días, 6 horas, 12 minutos, 36 segundos y 56 centésimas. Teniendo en cuenta que la rotación de la Tierra sobre el eje imaginario dura exactamente 24 horas, se hace necesario con periodicidad intercalar los días que faltan. A los años se les asignan los nombres por reglas muy complejas.

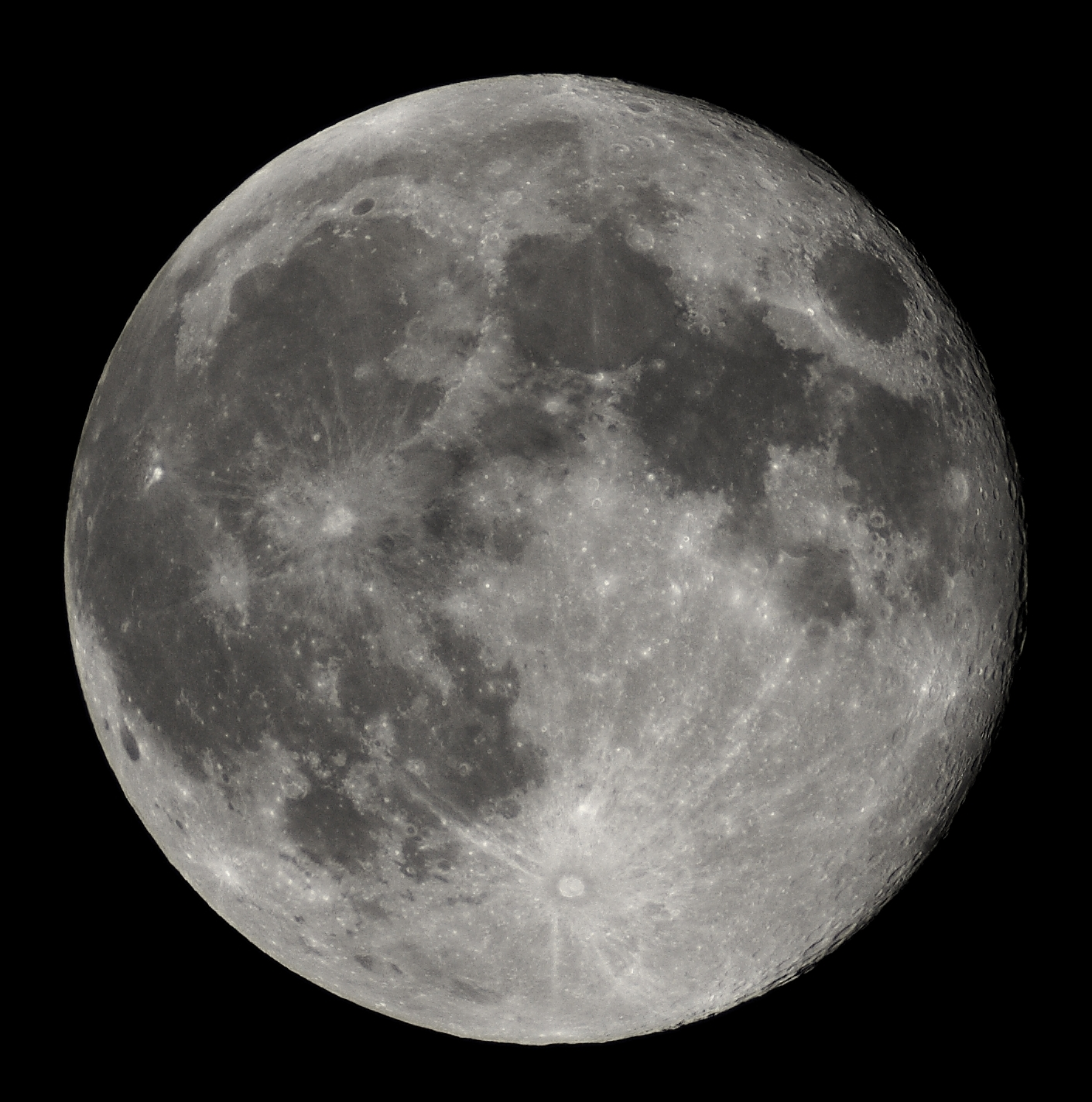
En el calendario hindú la Luna es tomada en cuenta para determinar el tiempo.

Puede ser calculado como el calendario gregoriano por citar un ejemplo, de tal manera que el número de mes, días en el mes, etc. sean siempre los mismos, determinados por reglas, mediante los cuales se intenta que den resultados conforme al movimiento real de las estaciones, el Sol y los astros.
La observación efectiva de los eventos astronómicos determina el comienzo de los años y los meses, por lo que el número de días por mes y año puede variar. El calendario lunisolar se fundamenta en los movimientos del Sol y la Luna, respectivamente.
Cuando la luna nueva se produce antes de la salida del Sol en un día, se dice que ese día es el primer día del mes lunar. Por lo tanto, el final del mes lunar coincidirá con la luna nueva. Un mes lunar tiene 29 o 30 días.

## Los meses hindúes
Como el calendario hindú es lunisolar, está formado por meses lunares, que se cuentan de luna nueva a luna nueva. Los años ordinarios son de 354 o 355 días y los bisiestos son de 383, 384 o 385 días. Con los meses lunares permanecen los meses solares, de manera que los lunares reciben el nombre del mes solar. Cuando en un mismo mes solar tienen comienzo dos meses lunares, ambos reciben el mismo nombre. El primero lleva el sobrenombre de Adhica y el segundo el de Nija. [6]
Los meses se definen como el intervalo necesario para que el Sol recorra una aparente longitud de 30 º. Los 12 meses del año tienen diferente duración (entre 29 y 32 días), y ello se debe no solo a que la órbita de la Tierra alrededor del Sol es una elipse, sino también a cierta variabilidad en el punto de tránsito, o sea, si cae antes o después de la salida del Sol.
El Sol viaja a lo largo de la eclíptica, que está dividida en doce partes llamadas Rashis. A partir del punto de Meshadi y moviéndose hacia el este, los nombres de los Rashis se corresponden con los de Occidente y puede indicar un origen sumerio común. El día en que el Sol transita en cada Rashi antes del crepúsculo sería el primer día del mes. En caso de que el Sol transite en un Rashi después de la puesta de sol, pero antes del amanecer, el día siguiente se consideraría el primer día del mes. Los meses son nombrados por el Rashi en el que el Sol viaja durante ese mes.
El día de Año Nuevo es el primer día del mes de Mesha. En la actualidad, se produce alrededor del 15 de abril en el calendario gregoriano, lo que significa que el año hindú comienza en primavera. Los nombres de los 12 meses del año son derivados de antiguos hindúes:
| Mes hindú  | Fecha que abarca en el calendario gregoriano | Cantidad de días | Estación    |
| ---------- | -------------------------------------------- | ---------------- | ----------- |
| Chaitra    | 21 de marzo al 20 de abril                   | 30-31 días       | primavera   |
| Vaishâkha  | 21 de abril al 21 de mayo                    | 31 días          | primavera   |
| Jetha      | 22 de mayo al 21 de junio                    | 31 días          | los calores |
| Âshârha    | 22 de junio al 22 de julio                   | 31 días          | los calores |
| Shrâvana   | 23 de julio al 22 de agosto                  | 31 días          | las lluvias |
| Bhâdrapada | 23 de agosto al 22 de septiembre             | 31 días          | las lluvias |
| Âshvina    | 23 de septiembre al 22 de octubre            | 30 días          | otoño       |
| Kârttika   | 23 de octubre al 21 de noviembre             | 30 días          | otoño       |
| Âgrâhayana | 22 de noviembre al 21 de diciembre           | 30 días          | invierno    |
| Posha      | 22 de diciembre al 21 de enero               | 30 días          | invierno    |
| Mâgha      | 22 de enero al 20 de febrero                 | 30 días          | el rocío    |
| Phalguna   | 21 de febrero al 20 de marzo                 | 28-29 días       | el rocío    |

## Las semanas hindúes
La semana india es de siete días y los días de esta en el calendario hinduista son identificados con los planetas y los dioses hinduistas.
Por ejemplo, al domingo se le llama ravi (otro nombre de Suria, el dios del Sol) vara (‘día’) y está dedicado al Sol (lo mismo que el domingo en español significa ‘día del Señor’). Al lunes se le llama soma (otro nombre de Chandra, el dios de la Luna) está dedicado a la Luna.
El día, en lugar de estar dividido en 24 horas de 60 minutos, está dividido en 60 ghadiyas de 24 minutos. En definitiva, es un calendario sexagesimal, con ciclos de 60 años y años con seis estaciones de 60 días.
El día solar de 24 horas se divide en 30 partes llamadas muhūrta, de 48 minutos cada una.
Cada mujurta está dividido en dos ghati de 24 minutos.
Cada ghati se subdivide en 30 kāla de 48 segundos cada uno.
Un kāla tiene 2 pala; un pala tiene 6 prāṇa;
1 prāṇa consta de 10 vipala, de aproximadamente 0,4 segundos.
La siguiente subdivisión del tiempo se llama prati-vipala y su duración sería de 0,00 066 667 segundos.
Además de estas medidas tradicionales, están vigentes las medidas de tiempo occidentales.
Los días son enumerados como 1, 2, 3 y así sucesivamente hasta el primer día del mes siguiente. Otra importante diferenciación que se hace es entre la quincena oscura y la quincena brillante de un mes. Por lo tanto, la manera habitual de definir una fecha podría ser «el quinto día de la quincena brillante del mes de phalguna».
| Día de la semana | Traducción en latín | Traducción al español | Día de la semana hindú | Traducción al español                       |
| ---------------- | ------------------- | --------------------- | ---------------------- | ------------------------------------------- |
| domingo          | [díes] dominĭcus    | ‘día del Señor‘       | ravi-var               | ‘día del dios del Sol’                      |
| lunes            | [díes] Lunae        | ‘día de la Luna’      | soma-var               | día de Soma, el dios de la Luna             |
| martes           | [díes] Martis       | ‘día de Marte’        | maṅgala-var            | ‘día de Marte’                              |
| miércoles        | [díes] Mercurii     | ‘día de Mercurio’     | budha-var              | ‘día de Mercurio’ (planeta hijo de la Luna) |
| jueves           | [díes] Iovis        | ‘día de Júpiter’      | guru-var               | ‘día de Júpiter’                            |
| viernes          | [díes] veneris      | ‘día de Venus’        | sukra-var              | ‘día de Venus’                              |
| sábado           | sabbătum            | ‘sábado’              | shani-var              | ‘día de Saturno’                            |